# Várnai László (színművész)
Várnai László, született Wertheimer (Dunaföldvár, 1885. február 26. – Budapest, 1941. május 24.) magyar színész.

## Élete
Wertheimer Ármin és Spitzer Katalin fia. Először 1912-ben Heves Béla szatmári társulatánál lépett színpadra. Ezt követően Debrecenben működött komikus szerepkörben. 1920-ban a fővárosba került, ahol 1921-ig szerepelt az Eskü téri színházban, majd a Várszínházban színészként és rendezőként is dolgozott. 1923-tól a Budapesti Színházban, utána 1925 és 1927 között a Király Színházban lépett fel. 1928-tól 1931-ig a Terézkörúti Színpadon játszott. 1933 és 1935 között a Fővárosi Operettszínház társulatának volt tagja.
Házastársa Zách Terézia (1884–1960) színésznő volt, akivel 1930. április 16-án Budapesten, a Józsefvárosban kötött házasságot.

## Szerepei

### Színházi szerepei
- Kálmán Imre: Csárdáskirálynő – Bóni
- Leo Fall: Sztambul rózsája – Flórián
- Rip – Polgármester
- Ascher Leó: A koldusgróf – Slippel
- Kálmán Imre: A cirkuszhercegnő – Gyula bácsi
- Rényi Aladár: Kis gróf – Zápolya
- Lehár Ferenc: A víg özvegy – Daniló
- Krausz Mihály: Sárga liliom – Zechmeister pék

### Filmszerepei
- A kis Cia katonái (1922) – tisztiszolga
- Három sárkány (1936) – színpadmester